# Selenops jocquei
Espèce
Selenops jocquei est une espèce d'araignées aranéomorphes de la famille des Selenopidae.

## Distribution
Cette espèce est endémique de Côte d'Ivoire.

## Étymologie
Cette espèce est nommée en l'honneur de Rudy Jocqué.

## Publication originale
- Corronca, 2005 : Four new species of Selenops (Araneae, Selenopidae) and comments on the distribution of Afrotropical species. Zootaxa, no 1003, p. 33-44.